# Yulia Aroustamova
Yulia Aroustamova est une coureuse cycliste russe née le 23 novembre 1982 à Moscou, spécialiste de la piste et vainqueur de la coupe du monde 2006 de scratch, elle meurt le 5 juillet 2007 à Moscou en Russie.

## Palmarès[1],[2]

### Coupe du monde
- 2003
  - 1re du scratch à Le Cap
  - 2e de la vitesse par équipes à Le Cap
  - 2e de la vitesse par équipes à Sydney
- 2004-2005
  - 1re du scratch à Los Angeles
  - 3e du scratch - Classement général
- 2005-2006
  - 1re du scratch - Classement général
  - 1re du scratch à Sydney
  - 3e de la poursuite à Los Angeles
  - 3e du scratch à Los Angeles
- 2006-2007
  - 3e du scratch - Classement général
  - 3e de la course aux points - Classement général
  - 3e de la course aux points à Moscou

### Championnats d'Europe
- 2002
  -  Médaillée de bronze du championnat d'Europe de course aux points  espoirs
- 2003
  -  Championne d'Europe du scratch espoirs
  -  Médaillée de bronze du championnat d'Europe du keirin  espoirs
- 2004
  -  Médaillée d'argent du championnat d'Europe du scratch espoirs
- 2006
  -  Médaillée d'argent du championnat d'Europe de l'omnium